# Cadena de valor

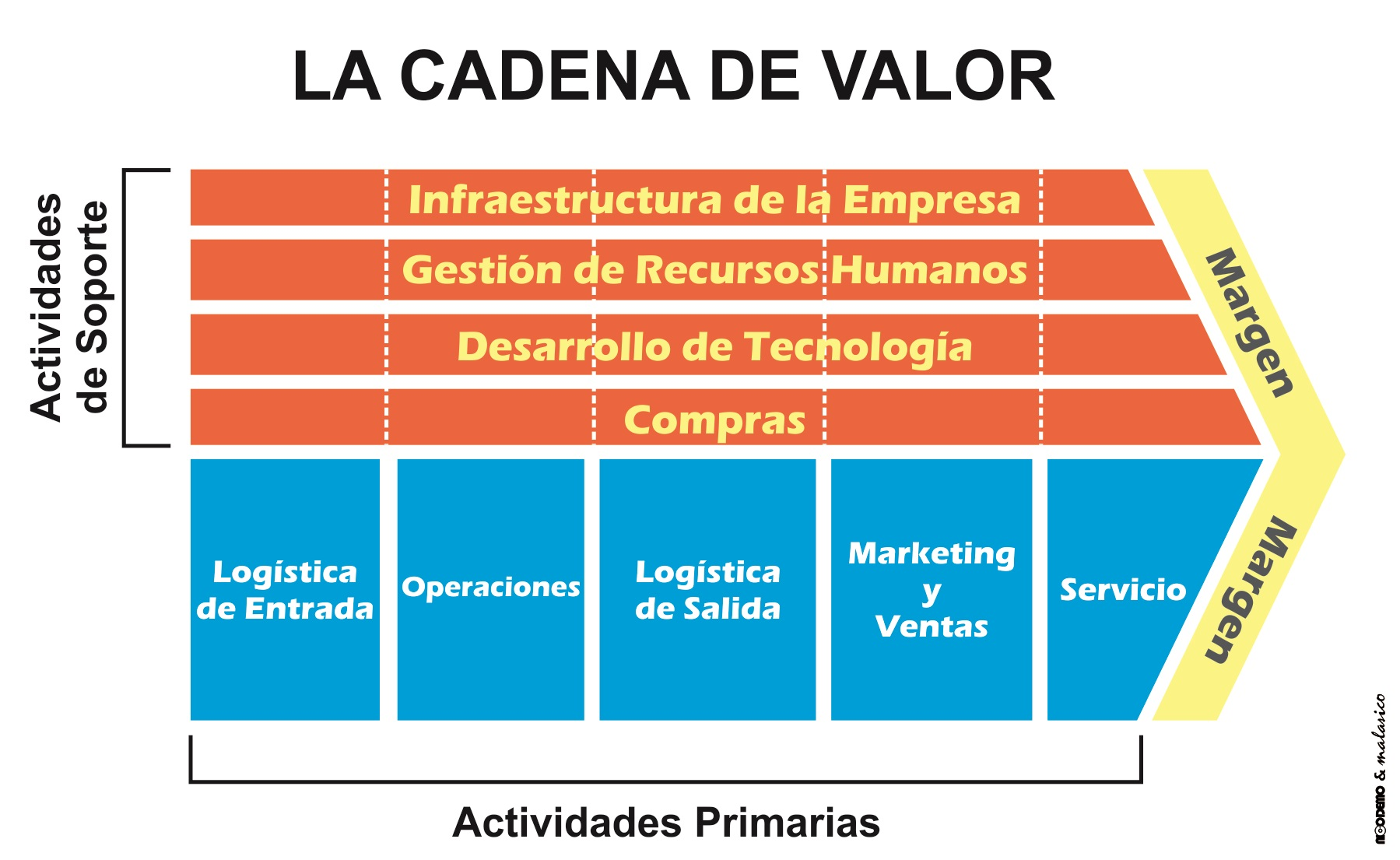
Esquema de la cadena de valor

La cadena de valor empresarial, también llamada cadena de valor, es un modelo teórico que permite describir el desarrollo de las actividades de una organización empresarial generando valor al producto final, descrito y popularizado por Michael Porter en su obra, Competitive Advantage: Creating and Sustaining Superior Performance (1985).

## Actividades de apoyo
Las actividades primarias están apoyadas o auxiliadas por las también denominadas actividades secundarias:y Michael Porter fue el primero en hablar de estos conceptos.
- Abastecimiento: almacenaje y acumulación de artículos de mercadería, insumos, materiales, etc.

- Infraestructura de la organización: actividades que prestan ayuda a toda la empresa, como la planificación, contabilidad y las finanzas.

- Dirección de recursos humanos: búsqueda, contratación y motivación de las personas.

- Desarrollo de tecnología, investigación y desarrollo: generadores de costos y valor.[2]

Cadena de valor
La cadena de valor enseguida se puso en el frente del pensamiento de gestión de empresa como una poderosa herramienta de análisis para planificación estratégica. Su  último objetivo es maximizar la creación de valor mientras se minimizan los costes. De lo que se trata es de crear valor para el cliente, lo que se traduce en un margen entre lo que se acepta pagar y los costos incurridos por adquirir la oferta. Sin embargo, la práctica ha demostrado que la reducción de costos monetarios tiene también un límite tecnológico, pues en ocasiones ha afectado también la calidad de la oferta y el valor que esta genera. Por ello el pensamiento sistémico en este aspecto ha evolucionado a desarrollar propuestas de valor, en las que la oferta se diseña integralmente para atender de modo óptimo a la demanda...
La cadena de valor ayuda a determinar las actividades, core business o competencias distintivas que permiten generar una ventaja competitiva. Tener una ventaja de mercado es tener una rentabilidad relativa superior a los rivales en el sector industrial en el cual se compite, la cual tiene que ser sustentable en el tiempo.
Rentabilidad significa un margen entre los ingresos y los costos. Cada actividad que realiza la empresa debe generar el mayor ingreso posible. De no ser así, debe costar lo menos posible, con el fin de obtener un margen superior al de los rivales.
Las Actividades de la cadena de valor son múltiples y además complementarias (relacionadas). El conjunto de actividades de valor que decide realizar una unidad de negocio es a lo que se le llama estrategia competitiva o estrategia del negocio, diferente a las estrategias corporativas o a las estrategias de un área funcional. El concepto de subcontratación, outsourcing o externalización, resulta también de los análisis de la cadena de valor.
El concepto ha sido extendido más allá de las organizaciones individuales. También puede ser aplicado al estudio de la cadena de suministro así como a redes de distribución. La puesta a disposición de un conjunto de productos y servicios al consumidor final moviliza diferentes actores económicos, cada uno de los cuales gestiona su cadena de valor. Las interacciones sincronizadas de esas cadenas de valor locales crean una cadena de valor ampliada que puede llegar a ser global (las llamadas cadenas globales de valor). Capturar el valor generado a lo largo de la cadena es la nueva aproximación que han adoptado muchos estrategas de la gestión. A base de explotar la información que se dirige hacia arriba y hacia abajo dentro de la cadena, las compañías pueden intentar superar los intermediarios creando nuevos modelos de negocio.
El modelo de la cadena de valor resalta las actividades específicas del negocio (core business) en las que pueden aplicar mejor las estrategias competitivas y en las que es más probable que los sistemas de información tengan un impacto estratégico.  El modelo considera a la empresa como una serie de actividades primarias y de apoyo que agregan valor a los productos y servicios de una empresa. Las actividades primarias están más relacionadas con la producción y distribución de los productos y servicios de la empresa que crean valor para el cliente. Las actividades primarias incluyen logística de entrada, operaciones, logística de salida, ventas y marketing y servicio. Las actividades de apoyo consisten en la infraestructura (administración y gerencia), recursos humanos, tecnología y adquisiciones de la organización. El uso del modelo de la cadena de valor de una empresa considera la comparación de sus procesos de negocios con los de sus competidores o con otras empresas de industrias relacionadas y a identificar las mejores prácticas de la industria. El benchmarking implica la comparación de la eficiencia y efectividad de sus procesos de negocios contra estándares estrictos y luego la medición del desempeño contra esos estándares.
Igualmente la cadena de valor se encuentra directamente relacionada al desarrollo del modelo de negocio, esto planteado desde los procesos de pensamientos y estructuras lógicas de las herramientas que lo estructuran, fortaleciendo su core business.
La cadena de valor de una empresa se debe enlazar con las cadenas de valor de sus proveedores, distribuidores y clientes. Una red de valor consiste en sistemas de información que mejoran la competitividad en toda la industria promoviendo el uso de estándares y al dar a las empresas la oportunidad de trabajar de manera más eficiente con sus socios de valor.

## La cadena de valor y la ventaja competitiva
A través de las ventajas competitivas, es posible que una empresa adquiera una posición favorable en relación con la competencia dentro del mercado. Para esto, existen ciertas estrategias que fomentan el buen posicionamiento de la empresa las cuales deben estar perfectamente implementadas.   Al hablar de ventaja competitiva, se hace referencia a dos conceptos fundamentales: Liderazgo en costo y diferenciación; sin embargo la competencia engloba cinco fuerzas a partir de las cuales es posible medir el grado que implican las cuales son:
- Entrada de nuevos competidores
- Amenaza de productos sustitutos
- Poder de negociación de los compradores
- Poder de negociación de los proveedores[5]
- Rivalidad entre los competidores existentes

Para que un sector genere utilidad, es necesario que las necesidades por parte de los compradores se encuentren cubiertas; por lo que la empresa debe establecer elementos que generen un mayor diferenciamiento que la competencia. Existen tres estrategias genéricas para lograrlo:
- Liderazgo en costos: Lograr poseer el producto con el precio más bajo dentro del sector.
- Diferenciación: El producto ofrece un valor agregado por encima del resto. ·
- Enfoque: Selección del mercado meta y énfasis en satisfacer al sector.